# Мацуяма Йосіюкі
Йосіюкі Мацуяма (яп. 松山吉之, нар. 31 липня 1966, Кіото) — японський футболіст, що грав на позиції півзахисника.
Виступав, зокрема, за клуб «Гамба Осака», а також національну збірну Японії.

## Клубна кар'єра
Народився 31 липня 1966 року в місті Кіото.
У дорослому футболі дебютував 1989 року виступами за команду клубу «Фурукава Електрік», в якій провів два сезони, взявши участь у 42 матчах чемпіонату. 
Своєю грою за цю команду привернув увагу представників тренерського штабу клубу «Гамба Осака», до складу якого приєднався 1991 року. Відіграв за команду з Осаки наступні п'ять сезонів своєї ігрової кар'єри. Більшість часу, проведеного у складі «Гамби», був основним гравцем команди.
Завершив професійну ігрову кар'єру у клубі «Кіото Санга», за команду якого виступав протягом 1996—1997 років.

## Виступи за збірну
У 1987 році дебютував в офіційних матчах у складі національної збірної Японії. Протягом кар'єри у національній команді, яка тривала усього 3 роки, провів у формі головної команди країни 9 матчів, забивши 3 голи.
У складі збірної був учасником кубка Азії з футболу 1988 року у Катарі.

## Статистика
Статистика виступів у національній збірній
| Збірна Японії | Збірна Японії | Збірна Японії |
| Роки          | Ігри          | голи          |
| ------------- | ------------- | ------------- |
| 1987          | 9             | 4             |
| 1988          | 0             | 0             |
| 1989          | 1             | 0             |
| Усього        | 10            | 4             |